# Trichoridia albiluna
Trichoridia albiluna är en fjärilsart som beskrevs av George Francis Hampson 1905. Trichoridia albiluna ingår i släktet Trichoridia och familjen nattflyn. Inga underarter finns listade i Catalogue of Life.